# Lista de episódios de The Owl House
Abaixo, segue-se a lista de episódios de The Owl House, uma série de desenho animado produzida pela Disney Television Animation. Estreou em 10 de janeiro de 2020 no país original (Estados Unidos), em 13 de abril de 2020 no Brasil e em 11 de janeiro de 2021 em Portugal.

## Resumo
| Resumo | Resumo | Episódios | Episódios | Originalmente exibido | Originalmente exibido | Transmissão lusófona    | Transmissão lusófona   | Transmissão lusófona    | Transmissão lusófona    |
| Resumo | Resumo | Episódios | Episódios | Estreia da temporada  | Final da temporada    | Estreia da temporada () | Final da temporada ()  | Estreia da temporada () | Final da temporada ()   |
| ------ | ------ | --------- | --------- | --------------------- | --------------------- | ----------------------- | ---------------------- | ----------------------- | ----------------------- |
|        | 1      | 19        | 19        | 10 de janeiro de 2020 | 29 de agosto de 2020  | 11 de janeiro de 2021   | 15 de dezembro de 2021 | 13 de abril de 2020     | 26 de fevereiro de 2021 |
|        | 2      | 21        | 21        | 12 de junho de 2021   | 28 de maio de 2022    | 24 de janeiro de 2022   | 24 de agosto de 2022   | 5 de setembro de 2021   | 9 de setembro de 2022   |
|        | 3      | 3         | 3         | 15 de outubro de 2022 | 8 de abril de 2023    | 24 de junho de 2023     | 24 de junho de 2023    | 22 de novembro de 2023  | 22 de novembro de 2023  |

## Episódios

### 1.ª temporada (2020)
| #  | ## | Título | Dirigido por                      | Escrito por                                                                                        | Exibição original                                                   | Cód. de produção | Audiências (em milhões) |
| -- | -- | --- | --------------------------------- | -------------------------------------------------------------------------------------------------- | ------------------------------------------------------------------- | ---------------- | ----------------------- |
| 1  | 1  | "Uma Bruxa Matreira e um Guarda (PT) Uma Bruxa Mentirosa e um Guardião (BR)" "A Lying Witch and a Warden"    | Stephen Sandoval                  | Zach Marcus, John Bailey Owen, Dana Terrace e Rachel Vine                                          | 10 de janeiro de 2020 11 de janeiro de 2021 13 de abril de 2020     | 101              | 0.45                    |
| 2  | 2  | "Bruxas Contra Feiticeiros (PT/BR)" "Witches Before Wizards"                                                 | Stu Livingston                    | Dana Terrace e Rachel Vine                                                                         | 17 de janeiro de 2020 12 de janeiro de 2021 20 de abril de 2020     | 102              | 0.43                    |
| 3  | 3  | "Eu Fui uma Abominação Adolescente (PT) Eu Fui Uma Aberração Adolescente (BR)" "I Was a Teenage Abomination" | Stephen Sandoval                  | Charley Feldman, Zach Marcus, Manuel Jesse Nieto Jr., John Bailey Owen, Dana Terrace e Rachel Vine | 24 de janeiro de 2020 13 de janeiro de 2021 14 de abril de 2020     | 103              | 0.45                    |
| 4  | 4  | "O Intruso (PT) A Invasora (BR)" "The Intruder"                                                              | Stu Livingston                    | Manuel Jesse Nieto Jr., Dana Terrace e Rachel Vine                                                 | 31 de janeiro de 2020 14 de janeiro de 2021 15 de abril de 2020     | 104              | 0.51                    |
| 5  | 5  | "Convenção (PT) Clãvenção (BR)" "Covention"                                                                  | Aminder Dhaliwal e Stu Livingston | Charley Feldman, Zach Marcus, Manuel Jesse Nieto Jr., John Bailey Owen, Dana Terrace e Rachel Vine | 7 de fevereiro de 2020 25 de janeiro de 2021 16 de abril de 2020    | 105              | 0.51                    |
| 6  | 6  | "A Casa Andante (PT) A Casa Coruja Animada (BR)" "Hooty's Moving Hassle"                                     | Stephen Sandoval                  | Charley Feldman, John Bailey Owen, Dana Terrace, Jeff Trammell e Rachel Vine                       | 21 de fevereiro de 2020 26 de janeiro de 2021 17 de abril de 2020   | 106              | 0.39                    |
| 7  | 7  | "Perdida nas Palavras (PT) Falta de Comunicação (BR)" "Lost in Language"                                     | Aminder Dhaliwal                  | Zach Marcus, Dana Terrace e Rachel Vine                                                            | 28 de fevereiro de 2020 27 de janeiro de 2021 21 de abril de 2020   | 107              | 0.46                    |
| 8  | 8  | "A História de uma Troca (PT) Cuida da Minha Vida (BR)" "Once Upon a Swap"                                   | Aminder Dhaliwal                  | Charley Feldman, Molly Ostertag, John Bailey Owen, Dana Terrace e Rachel Vine                      | 6 de março de 2020 28 de janeiro de 2021 26 de outubro de 2020      | 115              | 0.51                    |
| 9  | 9  | "Quem Arrisca não Petisca (PT) Aqui Se Planta, Aqui Se Colhe (BR)" "Something Ventured, Someone Framed"      | Sabrina Cotugno                   | Zach Marcus, John Bailey Owen, Dana Terrace e Rachel Vine                                          | 13 de março de 2020 18 de abril de 2021 22 de abril de 2020         | 109              | 0.44                    |
| 10 | 10 | "A Fuga do Palismã (PT/BR)" "Escape of the Palisman"                                                         | Aminder Dhaliwal                  | Dana Terrace                                                                                       | 20 de março de 2020 18 de abril de 2021 23 de abril de 2020         | 108              | 0.52                    |
| 11 | 11 | "Sensibilidade e Falta de Senso (PT) Razão e Insensibilidade (BR)" "Sense and Insensitivity"                 | Stu Livingston                    | Zach Marcus, Dana Terrace e Rachel Vine                                                            | 11 de julho de 2020 18 de abril de 2021 27 de outubro de 2020       | 111              | 0.41                    |
| 12 | 12 | "Aventuras nos Elementos (PT) Aventuras pelos Elementos (BR)" "Adventures in the Elements"                   | Sabrina Cotugno                   | Charley Feldman, Zach Marcus, John Bailey Owen, Dana Terrace e Rachel Vine                         | 18 de julho de 2020 18 de abril de 2021 28 de outubro de 2020       | 110              | 0.29                    |
| 13 | 13 | "O Primeiro Dia (PT/BR)" "The First Day"                                                                     | Sabrina Cotugno                   | Dana Terrace, Zach Marcus, Rachel Vine, John Bailey Owen                                           | 25 de julho de 2020 18 de abril de 2021 29 de outubro de 2020       | 113              | 0.43                    |
| 14 | 14 | "Pequeninos Problemas (PT) A Felicidade Nas Pequenas Coisas (BR)" "Really Small Problems"                    | Stu Livingston                    | Zach Marcus, Dana Terrace                                                                          | 1 de agosto de 2020 18 de abril de 2021 30 de outubro de 2020       | 112              | 0.51                    |
| 15 | 15 | "Descobrir a Willow (PT) Entendendo A Willow (BR)" "Understanding Willow"                                    | Aminder Dhaliwal                  | John Bailey Owen                                                                                   | 1 de agosto de 2020 18 de abril de 2021 5 de janeiro de 2021        | 114              | 0.46                    |
| 16 | 16 | "O Baile Pavoroso do Grom (PT) Enfentando Os Medos (BR)" "Enchanting Grom Fright"                            | Stu Livingston                    | Molly Ostertag                                                                                     | 8 de agosto de 2020 18 de abril de 2021 23 de fevereiro de 2021     | 116              | 0.35                    |
| 17 | 17 | "Jogo de Bruxas (PT) Jogue Como Uma Bruxa (BR)" "Wing It Like Witches"                                       | Sabrina Cotugno                   | Molly Ostertag, Rachel Vine                                                                        | 15 de agosto de 2020 13 de dezembro de 2021 24 de fevereiro de 2021 | 118              | 0.37                    |
| 18 | 18 | "A Agonia de uma Bruxa (PT) A Dor de Uma Bruxa (BR)" "Agony of a Witch"                                      | Aminder Dhaliwal                  | John Bailey Owen                                                                                   | 22 de agosto de 2020 14 de dezembro de 2021 25 de fevereiro de 2021 | 119              | 0.51                    |
| 19 | 19 | "Sangue Novo, Almas Antigas (PT) Sangue Novo, Velhas Almas (BR)" "Young Blood, Old Souls"                    | Stephen Sandoval                  | Rachel Vine, Dana Terrace                                                                          | 29 de agosto de 2020 15 de dezembro de 2021 26 de fevereiro de 2021 | 120              | 0.38                    |

### 2.ª temporada (2021–22)
| # | ## | Título | Dirigido por       | Escrito por | Storyboard por                                   | Exibição original                                                 | Cód. de produção | Audiências (em milhões) |
| --- | -- | --- | ------------------ | --- | ------------------------------------------------ | ----------------------------------------------------------------- | ---------------- | ----------------------- |
| 20 | 1  | "Correntes Diferentes (PT) Só Uma Andorinha Não Faz Verão (BR)" "Separate Tides"                                   | Amelia Lorenz      | História por : Zach Marcus, John Bailey Owen, Dana Terrace, Mikki Crisostomo e Molly Ostertag Roteiro por : Zach Marcus                                                 | Vince Aparo, Luz Batista, Hayley Wong e Ben Holm | 12 de junho de 2021 24 de janeiro de 2022 5 de setembro de 2021   | 201              | 0.29                    |
| Luz se sente mal por Eda perder seus poderes, então ela sai em busca de uma recompensa lucrativa para ajudar a Casa da Coruja.                                        |    | |                    | |                                                  |                                                                   |                  |                         |
| 21 | 2  | "Escapar da Expulsão (PT) Escapando da Expulsão (BR)" "Escaping Expulsion"                                         | Bosook "Bo" Coburn | História por : Molly Ostertag, John Bailey Owen, Dana Terrace, Mikki Crisostomo & Zach Marcus Roteiro por : Molly Ostertag & Dana Terrace                               | Ben Holm, Alexandria Kwan e Nicole Rodriguez     | 19 de junho de 2021 25 de janeiro de 2022 6 de setembro de 2021   | 202              | 0.37                    |
| Quando os pais de Amity expulsam Luz, Willow e Gus da Hexside, Luz faz um acordo perigoso para levá-los de volta a escola.                                            |    | |                    | |                                                  |                                                                   |                  |                         |
| 22 | 3  | "Ecos do Passado (PT/BR)" "Echoes from the Past"                                                                   | Bridget Underwood  | História por : Mikki Crisostomo, John Baily Owen, Dana Terrace, Molly Ostertag e Zach Marcus Roteiro por : Mikki Crisostomo                                             | Vince Aparo, Rhea Dadoo e King Pecora            | 26 de junho de 2021 26 de janeiro de 2022 7 de setembro de 2021   | 203              | 0.33                    |
| As desilusões de grandeza do King levam Luz, Lilith e Hooty a uma nova ilha.                                                                                          |    | |                    | |                                                  |                                                                   |                  |                         |
| 23 | 4  | "Receios Bem Guardados (PT) Karma do Passado (BR)" "Keeping up A-fear-ances"                                       | Amelia Lorenz      | História por : Zach Marcus, John Bailey Owen, Dana Terrace, Emmy Cicierega e Mikki Crisostomo Roteiro por : Zach Marcus                                                 | Luz Batista, Hayley Wong e Cat Harman-Mitchell   | 3 de julho de 2021 27 de janeiro de 2022 8 de setembro de 2021    | 204              | 0.38                    |
| Eda recebe uma visita de um membro da família que coloca tensão em todos na Casa da Coruja.                                                                           |    | |                    | |                                                  |                                                                   |                  |                         |
| 24 | 5  | "Do Outro Lado das Ruínas do Espelho (PT) Trilhando Através das Ruínas (BR)" "Through the Looking Glass Ruins"     | Bosook "Bo" Coburn | História por : Molly Ostertag, John Bailey Owen, Dana Terrace, Mikki Crisostomo, Janae Hall e Zach Marcus Roteiro por : Molly Ostertag e Dana Terrace                   | Ben Holm, Alexandria Kwan e Nicole Rodriguez     | 10 de julho de 2021 31 de janeiro de 2022 5 de setembro de 2021   | 205              | 0.39                    |
| Gus tenta impressionar estudantes da Glandus High enquanto Luz e Amity vão para a mais perigosa sessão da biblioteca.                                                 |    | |                    | |                                                  |                                                                   |                  |                         |
| 25 | 6  | "Caça aos Palismãs (PT) Caçando Parlismãs (BR)" "Hunting Palismen"                                                 | Bridget Underwood  | História por : Janae Hall, John Bailey Owen, Dana Terrace, Mikki Crisostomo, Zach Marcus e Molly Ostertag Roteiro por : Dana Terrace                                    | Vince Aparo, Rhea Dadoo e King Pecora            | 17 de julho de 2021 1 de fevereiro de 2022 9 de setembro de 2021  | 206              | 0.45                    |
| É o Dia de Encontrar o Palismã em Hexside, mas Luz não combina com seu palismã e logo se encontra em uma jornada inesperada com um inimigo.                           |    | |                    | |                                                  |                                                                   |                  |                         |
| 26 | 7  | "O Réquiem da Eda (PT/BR)" "Eda's Requiem"                                                                         | Amelia Lorenz      | História por : Dana Terrace, John Bailey Owen, Mikki Crisostomo, Janae Hall, Molly Ostertag e Zach Marcus Roteiro por : Dana Terrace                                    | Luz Batista, Hayley Wong e Cat Harman-Mitchell   | 24 de julho de 2021 2 de fevereiro de 2022 10 de setembro de 2021 | 207              | 0.39                    |
| Um bruxo especial do passado de Eda a alista em uma rebelião contra o Imperador.                                                                                      |    | |                    | |                                                  |                                                                   |                  |                         |
| 27 | 8  | "Atrás da Porta do Hooty (PT) Bate, Bate, Bate na porta do Corujito (BR)" "Knock, Knock, Knockin' on Hooty's Door" | Amelia Lorenz      | História por : Dana Terrace, John Baily Owen, Zach Marcus, Molly Knox Ostertag e Madeleine Hernandez Roteiro por : Dana Terrace, John Bailey Owen e Zach Marcus         | Luz Batista, Hayley Wong e Cat Harman-Mitchell   | 31 de julho de 2021 3 de fevereiro de 2022 17 de janeiro de 2022  | 209              | 0.41                    |
| Hooty tenta ajudar King, Eda e Luz com os seus problemas, mas não sai como planeado.                                                                                  |    | |                    | |                                                  |                                                                   |                  |                         |
| 28 | 9  | "Lago Eclipse (PT/BR)" "Eclipse Lake"                                                                              | Bridget Underwood  | História por : John Bailey Owen, Dana Terrace, Mikki Crisostomo e Zach Marcus Roteiro por : Dana Terrace                                                                | Vince Aparo, Rhea Dadoo e King Pecora            | 7 de agosto de 2021 23 de maio de 2022 18 de janeiro de 2022      | 208              | 0.38                    |
| Quando Luz fica doente com o mofo comum, cabe a Amity, King e Eda encontrar um ingrediente importante para o portal, mas eles não são os únicos a tentar consegui-lo. |    | |                    | |                                                  |                                                                   |                  |                         |
| 29 | 10 | "A Mentira de Ontem (PT/BR)" "Yesterday's Lie"                                                                     | Bosook "Bo" Coburn | História por : Molly Ostertag, John Bailey Owen, Dana Terrace, Mikki Crisostomo, Janae Hall e Zach Marcus Roteiro por : Molly Ostertag e Dana Terrace                   | Daun Han, Ben Holm e Alexandria Kwan             | 14 de agosto de 2021 23 de maio de 2022 19 de janeiro de 2022     | 210              | 0.36                    |
| Luz acha que encontrou um caminho de volta para casa, mas questiona se ela está pronta para o que encontrará do outro lado.                                           |    | |                    | |                                                  |                                                                   |                  |                         |
| 30 | 11 | "Aventuras no Desfile do Dia do Coven (PT) Fuga no Desfile do Dia dos Clãs (BR)" "Follies at the Coven Day Parade" | Bosook "Bo" Coburn | História por : Dana Terrace, John Bailey Owen, Emmy Cicierega, Mikki Crisostomo e Zach Marcus Roteiro por : Dana Terrace                                                | Daun Han, Ben Holm e King Pecora                 | 19 de março de 2022 24 de maio de 2022 13 de junho de 2022        | 211              | 0.28                    |
| Como resultado da sua viagem para casa, Luz assume ousadas missões de resgate durante o desfile do Dia do Coven.                                                      |    | |                    | |                                                  |                                                                   |                  |                         |
| 31 | 12 | "Algures Noutro Tempo (PT) Em outro Lugar, Em outro Momento (BR)" "Elsewhere and Elsewhen"                         | Bridget Underwood  | História por : Dana Terrace, Emmy Cicierega, Mikki Crisostomo, Zach Marcus e John Bailey Owen Roteiro por : Zach Marcus                                                 | Luz Batista, Rhea Dadoo e Yasmin Khudari         | 26 de março de 2021 25 de maio de 2022 14 de junho de 2022        | 212              | 0.26                    |
| Luz está desesperada por mais informações sobre Philip Wittebane, o criador do portal. Com a ajuda de Lilith, ela parte em uma jornada pelas eras.                    |    | |                    | |                                                  |                                                                   |                  |                         |
| 32 | 13 | "Qualquer Desporto numa Tempestade (PT) Qualquer Ajuda é Bem-Vinda (BR)" "Any Sport in a Storm"                    | Amelia Lorenz      | História por : Dana Terrace, Emmy Cicierega, Mikki Crisostomo, Zach Marcus e John Bailey Owen Roteiro por : John Bailey Owen                                            | Mike Austin, Hayley Wong e Cat Harman-Mitchell   | 2 de abril de 2022 26 de maio de 2022 15 de junho de 2022         | 213              | 0.32                    |
| Willow fica determinada a ter sucesso com um novo desporto emocionante.                                                                                               |    | |                    | |                                                  |                                                                   |                  |                         |
| 33 | 14 | "Estender a Mão (PT) Um Ombro Amigo (BR)" "Reaching Out"                                                           | Bosook "Bo" Coburn | História por : Dana Terrace, Emmy Cicierega, Mikki Crisostomo, Zach Marcus e John Bailey Owen Roteiro por : Dana Terrace                                                | Daun Han, Ben Holm e King Pecora                 | 9 de abril de 2022 30 de maio de 2022 16 de junho de 2022         | 214              | 0.32                    |
| Luz acha que encontrou a maneira perfeita de Amity se provar para o pai: duelos de bruxas.                                                                            |    | |                    | |                                                  |                                                                   |                  |                         |
| 34 | 15 | "É a Vida, Miúda (PT) A Vida é Assim, Criança (BR)" "Them's the Breaks, Kid"                                       | Bridget Underwood  | História por : Dana Terrace, Emmy Cicierega, Mikki Crisostomo, Zach Marcus e John Bailey Owen Roteiro por : Zach Marcus                                                 | Sabrina Cotugno, Rhea Dadoo e Yasmin Khudari     | 16 de abril de 2022 31 de maio de 2022 17 de junho de 2022        | 215              | 0.22                    |
| Eda conta uma história da sua adolescência: o dia em que conheceu Raine Whispers.                                                                                     |    | |                    | |                                                  |                                                                   |                  |                         |
| 35 | 16 | "Mente Oca (PT) Mente Vazia (BR)" "Hollow Mind"                                                                    | Amelia Lorenz      | História por : Dana Terrace, Emmy Cicierega, Mikki Crisostomo, Madeleine Hernandez, Zach Marcus e John Bailey Owen Roteiro por : Madeleine Hernandez e John Bailey Owen | Mike Austin, Hayley Wong e Cat Harman-Mitchell   | 23 de abril de 2022 4 de julho de 2022 5 de setembro de 2022      | 216              | 0.35                    |
| Um acidente mágico transporta Luz e Hunter para uma nova paisagem mental... e este é um pesadelo distorcido.                                                          |    | |                    | |                                                  |                                                                   |                  |                         |
| 36 | 17 | "A Orla do Mundo (PT) Nos Confins do Mundo (BR)" "Edge of the World"                                               | Bosook "Bo" Coburn | História por : Dana Terrace, Mikki Crisostomo, Madeleine Hernandez, Zach Marcus e John Bailey Owen Roteiro por : Mikki Crisostomo                                       | Daun Han, Ben Holm e King Pecora                 | 30 de abril de 2022 5 de julho de 2022 6 de setembro de 2022      | 217              | 0.29                    |
| A busca de King para descobrir seu passado leva a revelações chocantes e verdades horríveis.                                                                          |    | |                    | |                                                  |                                                                   |                  |                         |
| 37 | 18 | "Navegantes do Labirinto (PT) Correndo por Labirintos (BR)" "Labyrinth Runners"                                    | Bridget Underwood  | História por : Dana Terrace, Emmy Cicierega, Mikki Crisostomo, Madeleine Hernandez, Zach Marcus e John Bailey Owen Roteiro por : Luz Batista e Dana Terrace             | Luz Batista, Rhea Dadoo e Yasmin Khudari         | 7 de maio de 2022 6 de julho de 2022 7 de setembro de 2022        | 218              | 0.27                    |
| Quando o Coven do Imperador chega a Hexside, Gus se une a um aliado improvável.                                                                                       |    | |                    | |                                                  |                                                                   |                  |                         |
| 38 | 19 | "Ó Titã. Onde Estás Tu? (PT) Ó Titã, Onde Você Está? (BR)" "O Titan, Where Art Thou"                               | Amelia Lorenz      | História por : Dana Terrace, Emmy Cicierega, Mikki Crisostomo, Madeleine Hernandez, Zach Marcus e John Bailey Owen Roteiro por : Zach Marcus                            | Mike Austin, Hayley Wong e Cat Harman-Mitchell   | 14 de maio de 2022 22 de agosto de 2022 8 de setembro de 2022     | 219              | 0.23                    |
| Eda e Luz lutam para enfrentar o Dia da Unidade. King enfrenta a sua verdadeira identidade.                                                                           |    | |                    | |                                                  |                                                                   |                  |                         |
| 39 | 20 | "Nuvens no Horizonte (PT) As Nuvens no Horizonte (BR)" "Clouds on the Horizon"                                     | Bosook "Bo" Coburn | História por : Dana Terrace, Emmy Cicierega, Mikki Crisostomo, Madeleine Hernandez, Zach Marcus e John Bailey Owen Roteiro por : Emmy Cicierega e Mikki Crisostomo      | Daun Han, Ben Holm e King Pecora                 | 21 de maio de 2022 23 de agosto de 2022 9 de setembro de 2022     | 220              | 0.34                    |
| Todos nas Ilhas se preparam para celebrar o Dia da Unidade. |    | |                    | |                                                  |                                                                   |                  |                         |
| 40 | 21 | "A Vez do King (PT) A Maré do King (BR)" "King's Tide"                                                             | Bridget Underwood  | História por : Dana Terrace, Emmy Cicierega, Mikki Crisostomo, Madeleine Hernandez, Zach Marcus e John Bailey Owen Roteiro por : Zach Marcus e Dana Terrace             | Luz Batista, Rhea Dadoo e Yasmin Khudari         | 28 de maio de 2022 24 de agosto de 2022 9 de setembro de 2022     | 221              | 0.25                    |
| O dia da Unidade chegou e Luz terá de combater com o Imperador, mas algo acontece de forma inesperada.                                                                |    | |                    | |                                                  |                                                                   |                  |                         |

### 3.ª temporada (2022–23)
| # | ## | Título                                                                   | Dirigido por                           | Escrito por | Storyboard por                                                                               | Exibição original                                                | Cód. de produção | Audiências (em milhões) |
| --- | -- | ------------------------------------------------------------------------ | -------------------------------------- | --- | -------------------------------------------------------------------------------------------- | ---------------------------------------------------------------- | ---------------- | ----------------------- |
| 41 | 1  | "Obrigado a Eles (PT) Graças a eles (BR)" "Thanks to Them"               | Bosook "Bo" Coburn e Amelia Lorenz     | História por : Dana Terrace, Luz Batista, Emmy Cicierega, Mikki Crisostomo, Madeleine Hernandez, Zach Marcus e John Bailey Owen Roteiro por : Emmy Cicierega, Mikki Crisostomo, Madeleine Hernandez, Zach Marcus e John Bailey Owen | Mike Austin, Luz Batista, Daun Han, Ben Holm, King Pecora e Hayley Wong                      | 15 de outubro de 2022 24 de junho de 2023 22 de novembro de 2023 | 301              | 0.35                    |
| Luz e seus amigos fazem uma ousada tentativa de retornar ao Mundo dos Demônios.                                                                        |    |                                                                          |                                        | |                                                                                              |                                                                  |                  |                         |
| 42 | 2  | "Para o Futuro (PT) Pelo Futuro (BR)" "For the Future"                   | Amelia Lorenz e Bridget Underwood      | História por : Dana Terrace, Emmy Cicierega, Mikki Crisostomo, Madeleine Hernandez, Zach Marcus e John Bailey Owen Roteiro por : Mikki Crisostomo, Madeleine Hernandez, Zach Marcus e John Bailey Owen                              | Mike Austin, Luz Batista, Inbal Breda, Daun Han, Yasmin Khudari, Rachel Paek e Hayley Wong   | 21 de janeiro de 2023 24 de junho de 2023 22 de novembro de 2023 | 302              | 0.44                    |
| Luz e seus amigos vão confrontar Belos para derrotar o Colecionador e salvar as Ilhas Escaldadas.                                                      |    |                                                                          |                                        | |                                                                                              |                                                                  |                  |                         |
| 43 | 3  | "Contemplar e Sonhar (PT) Vendo e Sonhando (BR)" "Watching and Dreaming" | Bosook "Bo" Coburn e Bridget Underwood | História por : Dana Terrace Roteiro por : Dana Terrace e John Bailey Owen | Emmy Cicierega, Daun Han, Ben Holm, Yasmin Khudari, Amelia Lorenz, King Pecora e Hayley Wong | 8 de abril de 2023 24 de junho de 2023 22 de novembro de 2023    | 303              | ASD                     |
| O destino de tudo nas Ilhas Ferventes agora repousa sobre os ombros de uma humana, uma bruxa amaldiçoada e um pequeno rei determinado, porém poderoso. |    |                                                                          |                                        | |                                                                                              |                                                                  |                  |                         |